# Куріма
Острів Курі́ма (яп. 来間島, Куріма-Дзіма) — невеликий острів в групі Міяко островів Сакісіма архіпелагу Рюкю, Японія. Адміністративно належить до округу Міяко повіту Міяко префектури Окінава.
Площа острова становить 2,9 км².
Населення — 200 осіб — проживає в невеликому селищі Куріма на півночі.
Мостом з'єднаний з островом Міяко.
Острів рівнинний, найвища точка — 47 м.

## Галерея

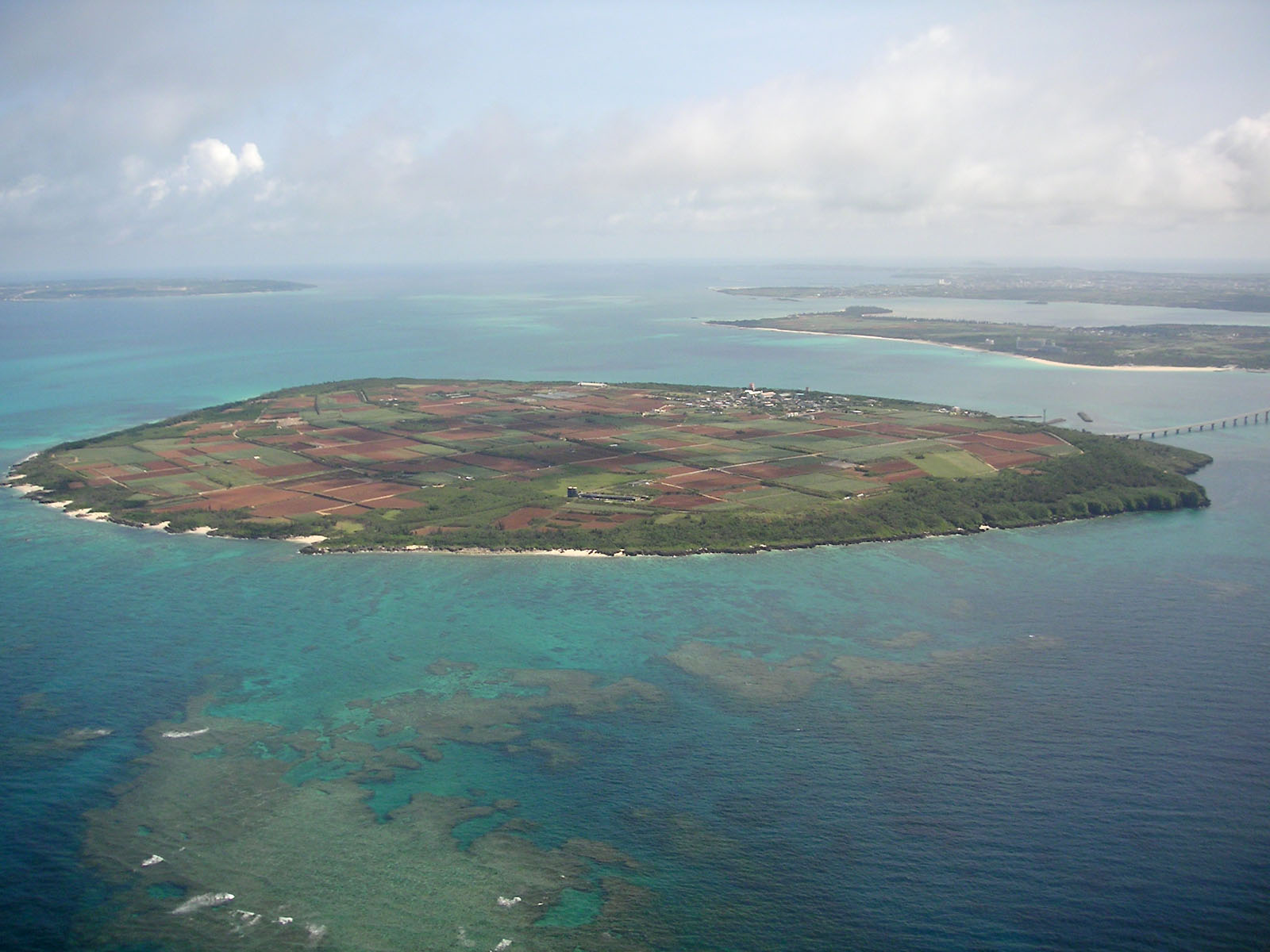
Знімок острова з літака
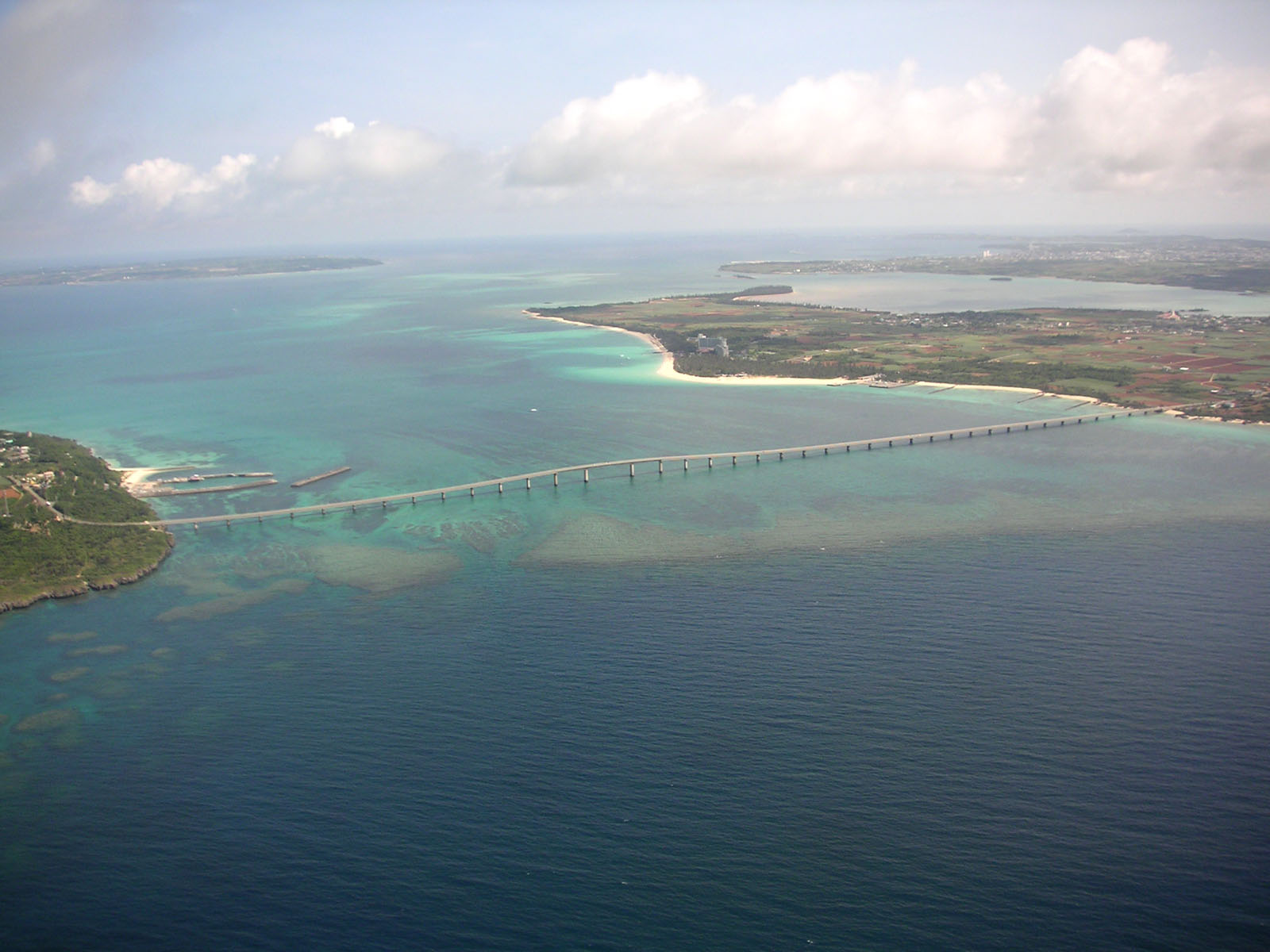
Міст на Міяко
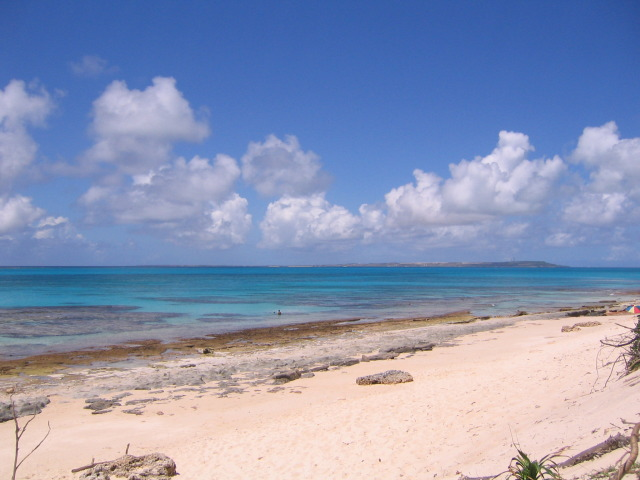
Морське узбережжя